# Dyscordaxis pygmeus
Dyscordaxis pygmeus is een vlinder uit de familie dominomotten (Autostichidae). De wetenschappelijke naam is voor het eerst geldig gepubliceerd in 1975 door Gozmány.
De soort komt voor in het Afrotropisch gebied.